# Eliziune
În fonetică, termenul eliziune sau elidare (cf. fr  élision, en  elision < la  elisio < elidare „a elimina”) are interpretări diferite în literatura de specialitate. În cea de limbă engleză, prin eliziune se înțelege orice schimbare fonetică ce constă în căderea unui segment dintr-un cuvânt, prin urmare este o denumire comună pentru schimbările fonetice numite afereză (la începutul cuvântului), sincopă, (în interiorul cuvântului) și apocopă (la sfârșitul cuvântului). În literatura franceză, prin eliziune se înțelege numai un caz de apocopă, fenomen de fonetică combinatorie prin care cade vocala finală neaccentuată a unui cuvânt înaintea unui cuvânt cu inițială vocalică. Acesta este sensul cu care se folosește termenul și în fonetica românească, și cu care este prezentat fenomenul în continuarea acestui articol.
În unele limbi, eliziunea se produce în cazul cuvintelor neaccentuate (clitice), frecvent de exemplu în franceză, mai puțin frecvent de pildă în română (vezi mai jos). În altele afectează și cuvinte accentuate, ca în italiană (ex. Sant’Antonio < Santo Antonio „Sfântul Anton”, Sant’Agata < Santa Agata „Sfânta Agata” ), sau numai accentuate, ca în maghiară: Hál’istennek! „Slavă Domnului!” (< Hála istennek!).
Eliziunea poate fi un fenomen standard sau nestandard, iar în standard poate fi obligatorie sau facultativă.

## În limba română
În română, eliziunea este totdeauna standard. Este obligatorie la pronumele personale și reflexive clitice în contact cu verbul auxiliar a avea, ex. m-am străduit (< mă), s-au înțeles (< se). Nu este obligatorie de pildă la conjuncția că. Bunăoară, în vorbirea rapidă se zice A zis c-a terminat lucrarea, dar în una mai lentă – A zis că a terminat…

## În limba franceză
În franceza standard, eliziunea este mai sistematică și mai frecventă decât în română. De cele mai multe ori privește cuvinte clitice monosilabice, fiind în general obligatorie în cazul celor terminate în:
- [ə], scris e:
  - articol hotărât (l’ami „prietenul” < le)[7];
  - pronume personal (j’aime „(eu) iubesc” < je)[7];
  - pronume reflexiv (Tu t’es trompé „Te-ai înșelat” < te)[7];
  - pronume demonstrativ (C’est vrai „(Asta) e adevărat” < ce)[7];
  - pronume relativ (la personne qu’il a vue „persoana pe care a văzut-o” < que)[7];
  - cuvânt negativ (il n’a rien dit „(el) n-a spus nimic” < ne)[8];
  - prepoziție (d’eau „de apă” < de)[9];
  - conjuncție (Il dit qu’il reviendra „Zice că va mai veni” < que)[7];
- [a] (a) de la articolul hotărât și pronumele personal la (l’Europe „Europa”[10], Ma voiture, je l’utilise très peu „Mașina mi-o folosesc foarte puțin”[11]);
- [i] (i) de la conjuncția si, înaintea lui i: s’il fait beau „dacă e timp frumos”[12].

Există și eliziunea nestandard a unor clitice monosilabice, de exemplu:
- a pronumelui personal tu (t’as dit < tu as dit „ai spus”);
- a pronumelui relativ qui: celui qu’a dit ça < celui qui a dit ça „cel care a spus asta”.

Unele cuvinte gramaticale bisilabice terminate în e se elidează de asemenea: jusqu’ici „până aici”, lorsqu’il viendra „când va veni”, quoiqu’on dise „deși se zice”.
Există și cuvinte compuse în care primul component (cu e final) este elidat: quelqu’un „cineva”, presqu’île „peninsulă”.